# La Unión, Ayotoxco de Guerrero
La Unión är en ort i Mexiko.   Den ligger i kommunen Ayotoxco de Guerrero och delstaten Puebla, i den sydöstra delen av landet, 200 km öster om huvudstaden Mexico City. La Unión ligger 330 meter över havet och antalet invånare är 211.
Terrängen runt La Unión är varierad, och sluttar norrut. Runt La Unión är det tätbefolkat, med 356 invånare per kvadratkilometer. Närmaste större samhälle är Ciudad de Cuetzalan, 15,9 km väster om La Unión. Omgivningarna runt La Unión är en mosaik av jordbruksmark och naturlig växtlighet.